# 幾千もの情熱
「幾千もの情熱」（いくせんものじょうねつ）はREVの3枚目のシングル。

## 内容
表題曲は、TBS系『COUNT DOWN TV』オープニングテーマ。REVのシングルで唯一オリコントップ10入りを逃した作品。

## 収録曲
全作詞･作曲:出口雅之、全編曲:葉山たけし
1. 幾千もの情熱
2. 明るくサヨナラしよう